# Fiasko (roman)
Fiasko är en dystopisk science fiction-roman från 1987 av Stanisław Lem som behandlar kulturkrockar. Boken visar tydligt Lems skepticism, enligt honom är det största problemet med att kommunicera med utomjordiska civilisationer det kulturella, snarare än det fysiska, avståndet.

## Handling
Boken inleds på Saturnus måne Titan, där den unge piloten Parvis ger sig ut i en gångare för att hitta piloten Pirx och en rad andra saknade personer. Parvis ger sig in i ett farligt gejserområde och råkar ut för en olycka. Då han inte ser någon annan utväg aktiverar han en kryonisk anordning som fryser ned honom för eventuellt återupplivande i framtiden.
Huvudhistorian i boken utspelar sig ett drygt sekel efter prologen. En expedition är på väg till den främmande planeten Kvinta, som tros vara bebodd av intelligent liv. Ombord på skeppet finns ett antal nedfrysta kroppar från bokens inledning. Endast en av dem kan återupplivas, eller rättare sagt sättas samman av organ från flera av de frysta kropparna. Den återupplivades identitet är oklar, det enda som är klart är att hans efternamn börjar på P, men om det är Pirx eller Parvis avslöjas inte. Han kallar sig Tempe i sitt nya liv. 
När rymdskeppet Hermes kommer fram till Kvintas närhet, konstaterar de att intelligenta utomjordingar bor på planeten, men dessa är egendomligt ointresserade av kontakt. Besättningen tar slutligen till drastiska och aggressiva metoder och tvingar Kvintas invånare att kommunicera.

## Tolkning
Bokens huvudtema är det totala misslyckandet i att kommunicera med en utomjordisk civilisation. Fiasko är den fjärde boken i Lems serie av pessimistiska scenarion om första kontakten, efter Eden, Solaris och Segraren. Boken behandlar Fermis paradox, och konceptet med De andra. Lem framställer planetens invånare som mycket mer "främmande" än de utomjordingar som förekommer i de flesta andra SF-författares verk. Han är också kritisk mot den mänskliga naturen, när han beskriver hur besättningens vilja att tvinga fram kontakt till vilket pris som helst, gör uppdragets misslyckande oundvikligt.